# Velaines
Velaines és un municipi francès situat al departament del Mosa i a la regió del Gran Est. L'any 2007 tenia 954 habitants.

## Demografia

### Població
El 2007 la població de fet de Velaines era de 954 persones. Hi havia 388 famílies, de les quals 77 eren unipersonals (20 homes vivint sols i 57 dones vivint soles), 170 parelles sense fills, 117 parelles amb fills i 24 famílies monoparentals amb fills.
La població ha evolucionat segons el següent gràfic:
Habitants censats

### Habitatges
El 2007 hi havia 420 habitatges, 397 eren l'habitatge principal de la família, 4 eren segones residències i 19 estaven desocupats. 414 eren cases i 6 eren apartaments. Dels 397 habitatges principals, 374 estaven ocupats pels seus propietaris, 16 estaven llogats i ocupats pels llogaters i 7 estaven cedits a títol gratuït; 3 tenien dues cambres, 29 en tenien tres, 84 en tenien quatre i 281 en tenien cinc o més. 300 habitatges disposaven pel capbaix d'una plaça de pàrquing. A 160 habitatges hi havia un automòbil i a 195 n'hi havia dos o més.

### Piràmide de població
La piràmide de població per edats i sexe el 2009 era:
| Homes | Edats   | Dones |
| ----- | ------- | ----- |
| 4     | 95 o +  | 0     |
| 0     | 90 a 94 | 4     |
| 8     | 85 a 89 | 16    |
| 0     | 80 a 84 | 12    |
| 8     | 75 a 79 | 0     |
| 32    | 70 a 74 | 28    |
| 28    | 65 a 69 | 40    |
| 40    | 60 a 64 | 12    |
| 28    | 55 a 59 | 40    |
| 56    | 50 a 54 | 40    |
| 44    | 45 a 49 | 60    |
| 36    | 40 a 44 | 20    |
| 40    | 35 a 39 | 52    |
| 8     | 30 a 34 | 16    |
| 8     | 25 a 29 | 12    |
| 24    | 20 a 24 | 12    |
| 24    | 15 a 19 | 40    |
| 44    | 10 a 14 | 48    |
| 20    | 5 a 9   | 24    |
| 16    | 0 a 4   | 20    |

## Economia
El 2007 la població en edat de treballar era de 613 persones, 420 eren actives i 193 eren inactives. De les 420 persones actives 392 estaven ocupades (210 homes i 182 dones) i 28 estaven aturades (12 homes i 16 dones). De les 193 persones inactives 99 estaven jubilades, 54 estaven estudiant i 40 estaven classificades com a «altres inactius».

### Ingressos
El 2009 a Velaines hi havia 398 unitats fiscals que integraven 957,5 persones, la mediana anual d'ingressos fiscals per persona era de 19.741 €.

### Activitats econòmiques
Dels 31 establiments que hi havia el 2007, 2 eren d'empreses alimentàries, 1 d'una empresa de coc i refinatge, 5 d'empreses de fabricació d'altres productes industrials, 9 d'empreses de construcció, 8 d'empreses de comerç i reparació d'automòbils, 1 d'una empresa de transport, 1 d'una empresa d'hostatgeria i restauració, 1 d'una empresa financera, 2 d'empreses de serveis i 1 d'una empresa classificada com a «altres activitats de serveis».
Dels 11 establiments de servei als particulars que hi havia el 2009, 2 eren tallers de reparació d'automòbils i de material agrícola, 1 paleta, 1 guixaire pintor, 2 fusteries, 2 electricistes, 1 empresa de construcció, 1 perruqueria i 1 restaurant.
Dels 2 establiments comercials que hi havia el 2009, 1 era un hipermercat i 1 una botiga de menys de 120 m².
L'any 2000 a Velaines hi havia 4 explotacions agrícoles.

## Equipaments sanitaris i escolars
El 2009 hi havia una escola elemental.

## Poblacions més properes
El següent diagrama mostra les poblacions més properes.